# Do posledního dechu
Do posledního dechu (v anglickém originále The Finest Hours) je americký dramatický film z roku 2016, natočený podle skutečné události z roku 1952. Režie se ujal Craig Gillespie. Scénář, který napsali Eric Johnson, Scott Silver a Paul Tamasy je inspirován knihou od Michaela J. Tougiase a Caseyho Shermana. Hlavní role hrají Chris Pine, Casey Affleck, Ben Foster, Holliday Grainger, John Ortiz a Eric Bana. Snímek vypráví příběh záchrany lodě SS Pendleton, poté co se rozdělila na dvě půlky během nor'easteru u Nové Anglie pobřežní stráží Spojených států amerických.
Film byl oficiálně uveden do kin 29. ledna 2016. V České republice měl premiéru 28. ledna 2016. Film získal mix recenzí od kritiků a vynesl přes 52 milionů dolarů.

## Obsazení
| Chris Pine            | Bernard Webber         |
| Casey Affleck         | Ray Sybert             |
| Holliday Grainger     | Miriam Pentinen Webber |
| Ben Foster            | Richard Livesey        |
| Eric Bana             | Daniel Cluff           |
| Graham McTavish       | Frank Faeteux          |
| Kyle Gallner          | Andrew Fitzgerald      |
| Michael Raymond-James | D.A. Brown             |
| John Magaro           | Ervin Maske            |
| Abraham Benrubi       | George „Tiny“ Myers    |
| Keiynan Lonsdale      | Eldon Hanan            |
| John Ortiz            | Wallace Quirey         |
| Beau Knapp            | Mel „Gus“ Gouthro      |
| Josh Stewart          | Tchuda Southerland     |
| Rachel Brosnahanová   | Bea Hansen             |
| Matthew Maher         | Carl Nickerson         |
| Benjamin Koldyke      | Donald Bangs           |

## Produkce
Studio Walt Disney Pictures odkoupilo filmová práva na novelu The Finest Hour v srpnu 2011. Paul Tamasy a Eric Johnson napsali scénář inspirovaný knihou a rozhovory s přeživšími. V květnu 2013 byl Robert Shwentke najat na pozici režiséra. Nicméně Shwentke projekt opustil, kvůli natáčení filmu Rezistence a na jeho pozici se dostal Craig Gillespie. Castingy probíhaly od dubna do října roku 2014. Natáčení začalo 8. září 2014 v Quincy v Massachusetts.

## Přijetí

### Tržby
Film vydělal 27,6 milionů dolarů v Severní Americe a 24,5 milionů dolarů v ostatních oblastech, celkově tak vydělal 52,1 milionů dolarů po celém světě. Rozpočet filmu činil 80 milionů dolarů. V Severní Americe byl oficiálně uveden 29. ledna 2016, společně s filmy Kung Fu Panda 3, Padesát odstínů černé a Jane Got a Gun. Za první víkend byl projektován výdělek 10–13 milionů dolarů z 3 143 promítacích sálů. Za čtvrteční premiérový večer vydělal 3,3 milionů dolarů a za první víkend 10,3 milionů dolarů, stal se tak čtvrtým nejnavštěvovanějším filmem.

### Kritika
Na recenzní stránce Rotten Tomatoes získal film hodnocení 63 % na základě 201 recenzí, s průměrným hodnocením 5,9/10. Na serveru Metacritic snímek získal skóre 58 z 100 na základě hodnocení 39 kritiků, což naznačuje „smíšené nebo průměrné recenze“.